# Várzeaerdő

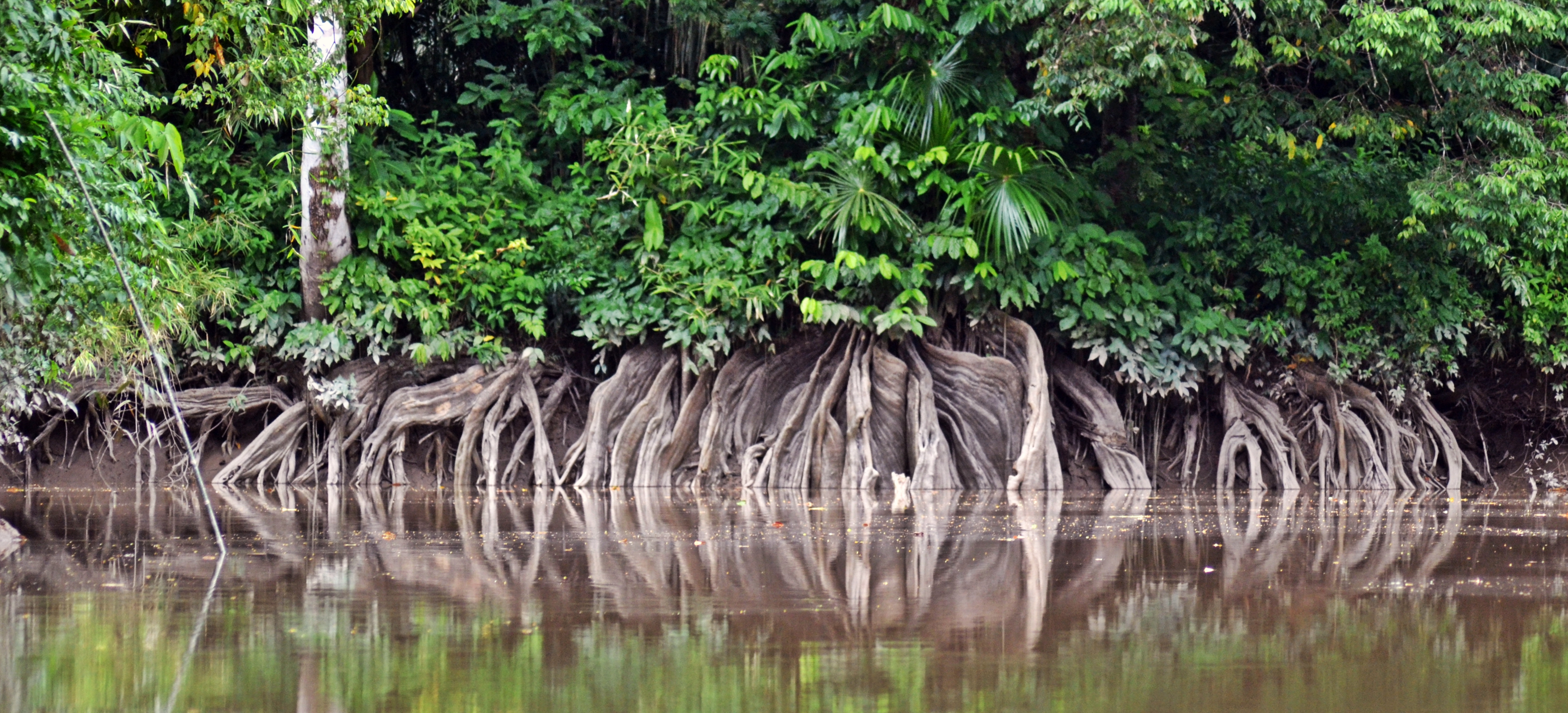
Várzeaerdő Marajó szigetén

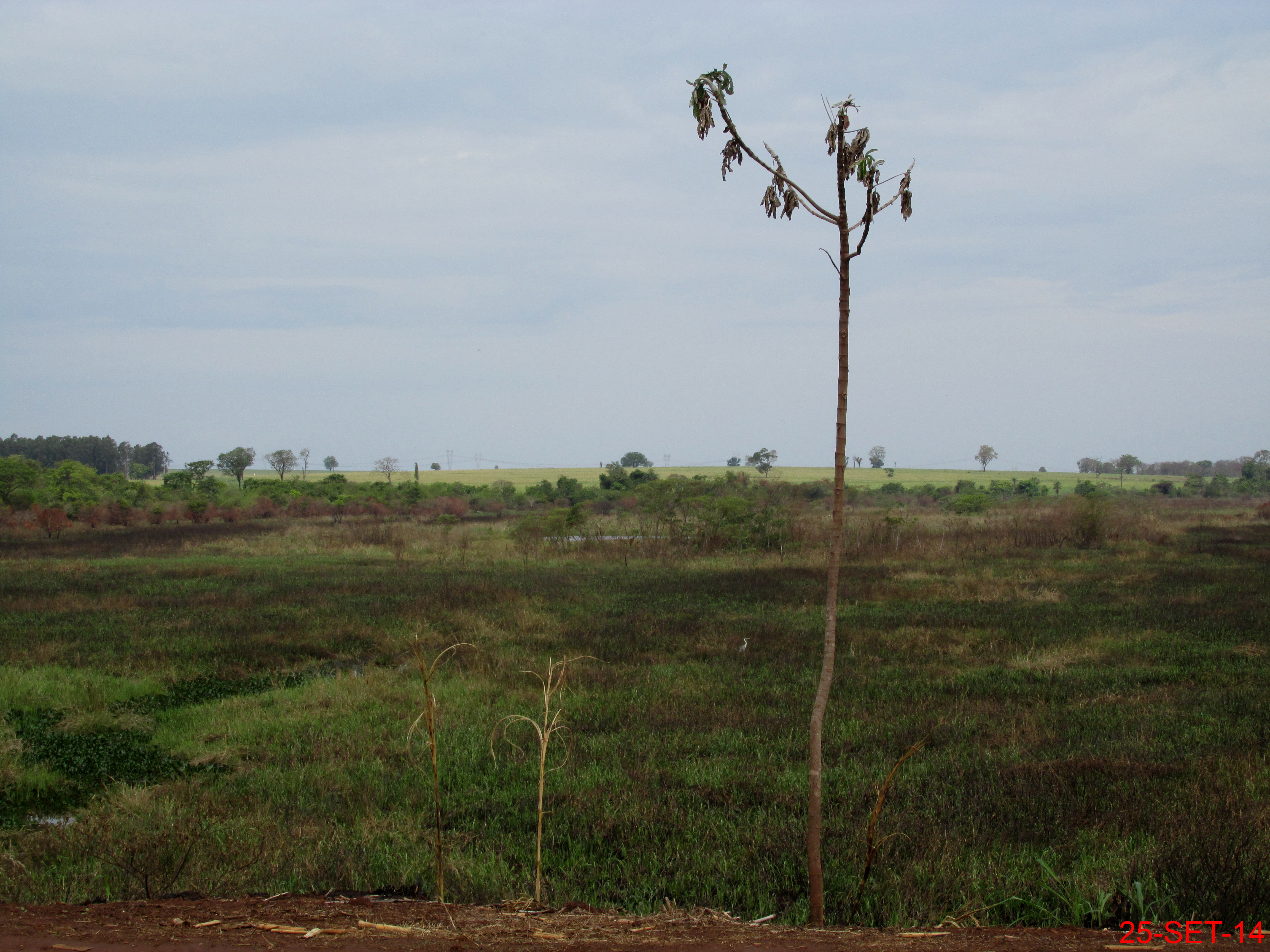
Várzea a Rio Pardo folyó mentén

A várzeaerdő a trópusi növényzeti öv egyik intrazonális növénytársulása.

## Eredete, elterjedése
Dél-Amerika északi részén, alapvetően Brazíliában alakult ki a sok tápanyagot és hordalékot szállító, ún. fehér vizű folyók (pl. Rio Blanco, Amazonas) ártéri lagúnáinak rendszeresen elárasztott peremén. A folyóparti mocsárerdőkhöz hasonlóan a rendszeresen elárasztott területen nő. Fajdiverzitása a síkvidéki esőerdőénél kisebb, de a mocsárerdőénél nagyobb. 
A legismertebb ilyen erdőségek:
- Gurupa várzea (Brazília)
- Iquitos várzea (Bolívia, Brazília, Peru)
- Marajó várzea (Brazília)
- Monte Alegre várzea (Brazília)
- Orinoco-delta mocsárerdő (Guyana, Venezuela)
- Centlai Mocsarak Bioszféra-rezervátum (Pantanos de Centla, Mexikóban)
- Paramaribo mocsárerdő (Guyana, Suriname)
- Purus várzea (Brazília)[1]